# Tehom
 (juin 2014).
Si vous disposez d'ouvrages ou d'articles de référence ou si vous connaissez des sites web de qualité traitant du thème abordé ici, merci de compléter l'article en donnant les références utiles à sa vérifiabilité et en les liant à la section « Notes et références ».

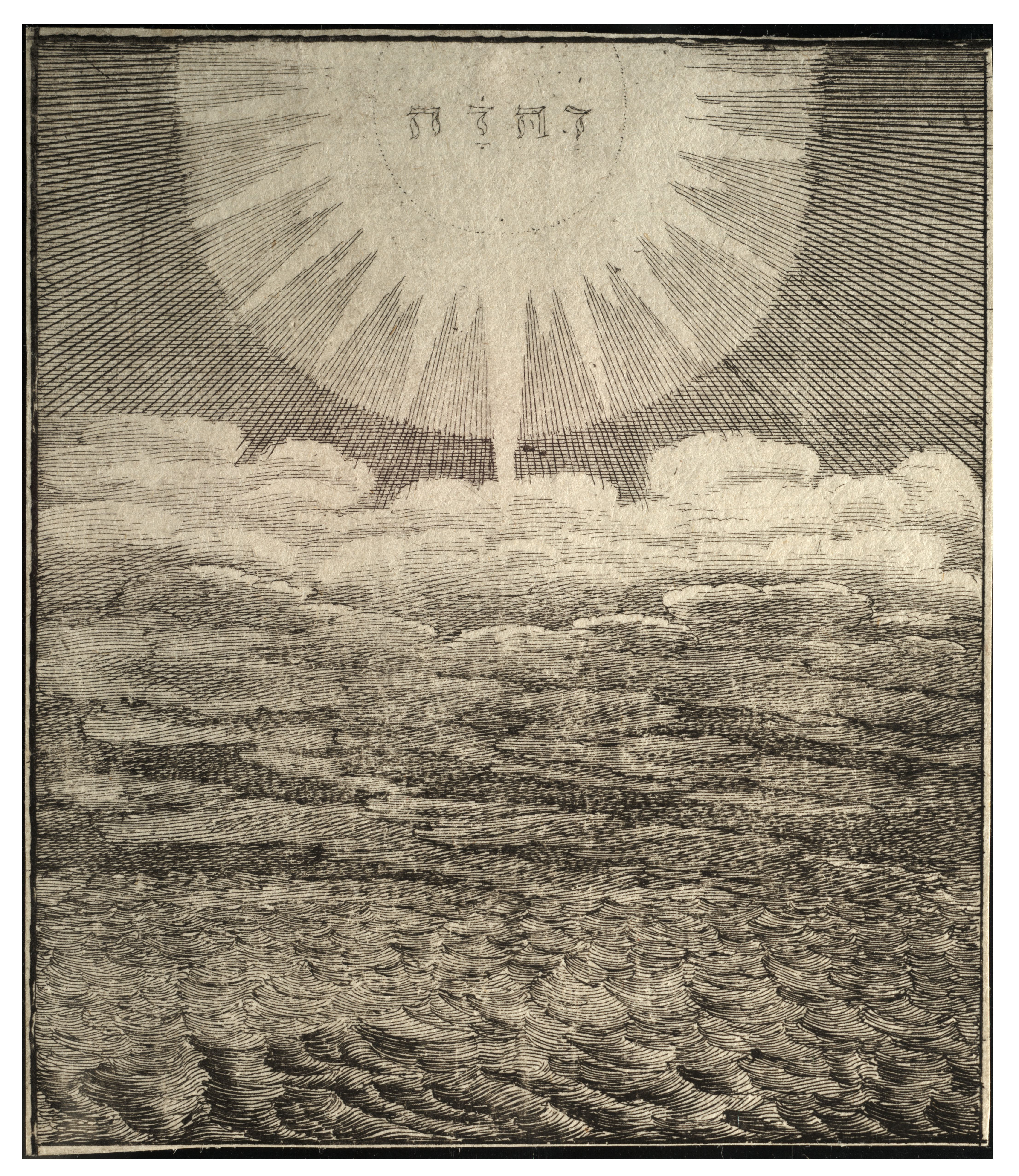
Illustration de Wenceslas Hollar : l'Esprit de Dieu (avec le tétragramme) se déplace à la surface des profondeurs (Tehom).

Tehom signifie dans la Bible les « profondeurs » ou l'« abîme ». Le mot est apparenté à la Tiamat babylonienne, la Déesse créatrice des Eaux Salées, qui avec son associé des eaux douces, Apsu/Abzu, créa le cosmos et engendra Lahamu et Lahmu. Dans le récit des origines babylonien, l'Enuma Elish, Tiamat, furieuse de ce que les jeunes dieux ont fait à son mari et associé Abzu menace de reprendre la création. Le cosmos est sauvé par Enlil "Seigneur de l'Air" (plus tard Marduk) qui transperce la gorge de Tiamat avec les flèches de ses vents, et reconstruit la Terre et le Ciel à partir de son corps démembré.
La Bible (Genèse 1:2-3) semble contenir une vague trace de ce mythe babylonien : "'erets hayah tohuw bohuw choshek paniym tehwom, ruwach 'elohiym rachaph `al paniym mayim", "La Terre était sans forme et l'obscurité était à la face de l'abîme, et le souffle de Dieu planait à la face des eaux ".